# Jingming-Daoismus
Der Jingming-Daoismus (chinesisch 淨明道, Pinyin Jìngmíng Dào – „Reinheit-und-Licht-Daoismus“) oder Jingming-zhongxiao-Daoismus (淨明忠孝道,  Jingming zhongxiao dao – „Daoismus der Reinheit und des Lichts, der Loyalität und der kindlichen Pietät“) war eine daoistische Schule, die bis auf die Zeit der Südlichen Song-Dynastie zurückgeht. Sie wurde von He Zhengong (周真公) gegründet und ging aus der daoistischen Lingbao-Richtung (Lingbao pai) hervor. Xu Xun (239–374) aus der Zeit der Jin-Dynastie wurde als ihr erster Patriarch verehrt. Sie war in der Zeit der Mongolen- und Ming-Dynastie einflussreich und besonders im Gebiet von Jiangnan – d. h. südlich des Unterlaufes des Jangtsekiang – verbreitet. Ihr Zentrum war der Xi Shan („Westberg“) in Nanchang in der Provinz Jiangxi.